# Északi-Mariana-szigetek
Az Északi-Mariana-szigetek az Egyesült Államok társult állama a Csendes-óceán nyugati felében.

## Földrajz

### Domborzat
A 16 vulkáni szigetből álló terület a Csendes-óceán nyugati felében, a Hawaii-szigetektől 5300 km-re fekszik. Hat szigete lakott. Legmagasabb pontja: 965 méter, Agrihan szigeten található.

## Történelem
A szigeteket Magellán fedezte fel 1521-ben, majd 1565-ben a spanyolok vették birtokukba. A szigetek eredeti lakosságának (a chamorróknak) legtöbbje (90-95%) kihalt vagy összeházasodott nem chamorrókkal a spanyol uralom idején. Az új telepesek, akik a Fülöp-szigetekről és a Karolina-szigetekről érkeztek, újra benépesítették a szigeteket. Ennek ellenére a chamorro népesség fokozatosan újraéledt. A chamorro, filippínó és Karolina-szigeteki nyelvi és etnikai különbségek máig alapvetően megosztják a Mariana-szigeteket.
Az 1898-as spanyol–amerikai háború után Spanyolország át kényszerült adni az Amerikai Egyesült Államoknak Guamot, a Mariana-szigetek többi részét a Karolina- és Marshall-szigetekkel együtt pedig eladta Németországnak. A tényleges uralmat azonban Japán gyakorolta a szigetek felett és 1914-ben, az első világháború során meg is szállta. Akkoriban a gazdaság fő ága a cukornád-termesztés volt, a szükséges munkaerő Okinaváról és Koreából érkezett.
A második világháborúban nagy csaták dúltak a térségben: Guam, Saipan és Tinian volt a helyszíne a harcoknak. Ezután a szigeteket az ENSZ az Egyesült Államok gyámsága alá helyezte. A japán uralom idején idetelepülteket visszatelepítették származási helyükre.
A függetlenség kérdése az 1970-es években merült fel. A teljes függetlenséget egy népszavazás elutasította. Az ország 1978. január 1-jén az USA társult állama lett.
Távlati tervként az Északi-Mariana-szigeteken felmerült a társult állam alkotmányos státuszának megváltoztatása: a terület egyesüljön Guammal és váljon amerikai szövetségi állammá, azonban népszavazásig még nem jutott el a kérdés.

## Népesség
- Népcsoportok: chamorro, mikronéz, európai, japán, kínai, filippínó.
- Vallások: keresztény, törzsi vallású.

## Politika
Az Északi-Mariana-szigetek egy többpártrendszerű demokrácia, melyben a kormány feje a kormányzó.

## Gazdaság
A lakosság megélhetését a mezőgazdaság (cukornád, kávé, kókuszdió), a turizmus és a katonai támaszpontokhoz kötődő szolgáltatások biztosítják. Az egy főre eső GDP 2001-ben 12 500 amerikai dollár volt.

## Közlekedés
- Közúthálózat hossza: 362 km
- Repülőterek száma: 3
- Kikötők száma: 2

## Kultúra

### Gasztronómia
Az itteni kulináris szokásokat nagyrészt külső hatások befolyásolták. A Spanyolországból származó sós empanada  a szigeteken is népszerű.
Régészeti bizonyítékok alapján a rizst már az őskorban is termesztették ezen a területen. Az orleánfa terméséből készült vörös rizs különbözteti meg a leginkább a helyi konyhát a többi csendes-óceáni konyhától.
A gyümölcsök közül a mangó, a kenyérfagyümölcs, a madársóska és a kókusz a legnépszerűbbek.
Gyakran találkozni kínai, koreai, amerikai és japán ételekkel. Helyi specialitás a kelaguen, mely citromlében főtt hal. A tinaktak nevű húsételt kókusztej hozzáadásával készítik. A repülőkutya húsából főzik a kå'du fanihi nevű ételt, azonban az állat húsa a szigeten nem elérhető, vadászatuk az állomány jelentős visszaszorulása miatt tiltottá vált.
A szigetek a világ első számú löncshús-fogyasztója Hawaii és Guam után. A löncshús még a második világháború idején terjedt el a szigeten állomásozó amerikai katonák révén.